# Jack Abendschan
Jack Abendschan (San Francisco, 18 de diciembre de 1942) es un ex liniero ofensivo y kikcker de la Canadian Football League que jugó para los Saskatchewan Roughriders desde 1965 hasta 1975.

## Carrera profesional
Jack Abendschan comenzó su carrera con los Saskatchewan Roughriders en 1965 y permaneció con ellos durante sus 11 años de carrera en la CFL. Abendschan jugó como guardia ofensivo y, a excepción de 1968, jugó los 16 juegos de la temporada regular todos los años desde 1965 hasta 1973.
Abendschan también era un kicker preciso. Su mejor porcentaje de tiros de campo fue del 63,2% (24 de 38) en 1970, su siguiente mejor porcentaje del 60,7% (17 de 28) en 1967, que se consideró muy bueno en ese momento, considerando que los pateadores no eran especialistas en ese momento.
Abendschan formó parte de los Saskatchewan Roughriders ganaron el campeonato 54 de la Copa Grey en 1966 sobre los Ottawa Rough Riders 29-14, en los que convirtió sus 4 touchdowns. También jugó en la 55a Grey Cup al año siguiente, la 57a Grey Cup de 1969 y la 60a Grey Cup de 1972, con derrotas ante los Hamilton Tiger-Cats en 1967 y 1972 y ante Ottawa en 1969.
Durante el tiempo que Abendschan como miembro de los Saskatchewan Roughriders, fue nombrado al equipo All-Star de la CFL en cinco ocasiones. En 2012, fue incluido en el Salón de la Fama del Fútbol Canadiense.